# Варенець

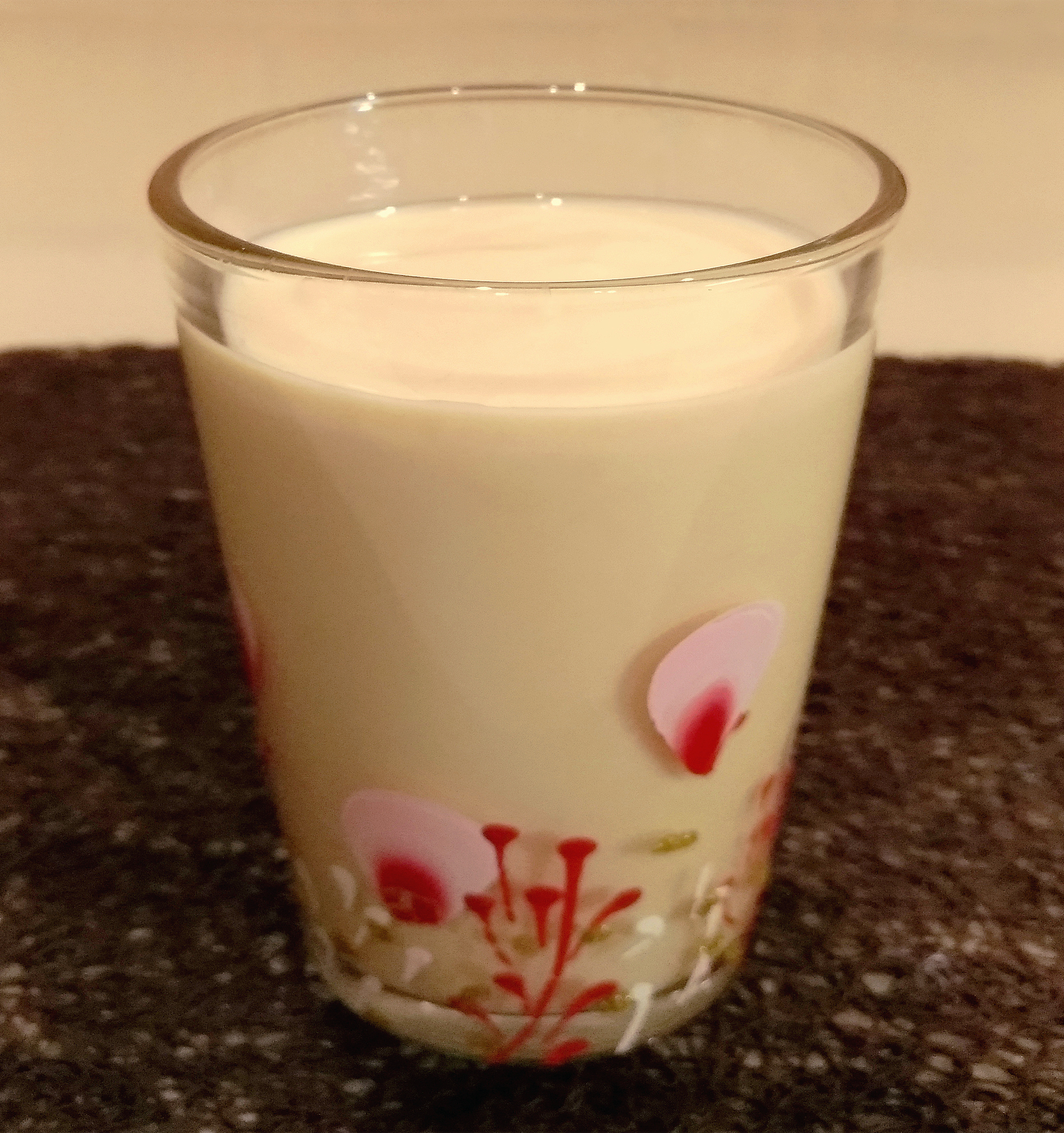
Варенець

Варене́ць — кисломолочний продукт, який виробляють сквашуванням пряженого чи стерилізованого молока чистими культурами термофільного молочнокислого стрептокока (Streptococcus salivarius subsp. thermophilus). До складу закваски допускається додавання молочнокислої палички.

## Виноски
1. ↑  Наказ Державного департаменту ветеринарної медицини Міністерства аграрної політики України від 20 квітня 2004 № 49 «Про затвердження Правил ветеринарно-санітарної експертизи молока і молочних продуктів та вимог щодо їх реалізації»